# Tepetla, San Sebastián Tlacotepec
Tepetla är en ort i Mexiko.   Den ligger i kommunen San Sebastián Tlacotepec och delstaten Puebla, i den sydöstra delen av landet, 270 km öster om huvudstaden Mexico City. Tepetla ligger 346 meter över havet och antalet invånare är 264.
Terrängen runt Tepetla är varierad. Runt Tepetla är det ganska tätbefolkat, med 58 invånare per kvadratkilometer. Närmaste större samhälle är San Martín Mazateopan, 2,3 km nordväst om Tepetla. I omgivningarna runt Tepetla växer i huvudsak städsegrön lövskog.